# دشت رشته‌ای

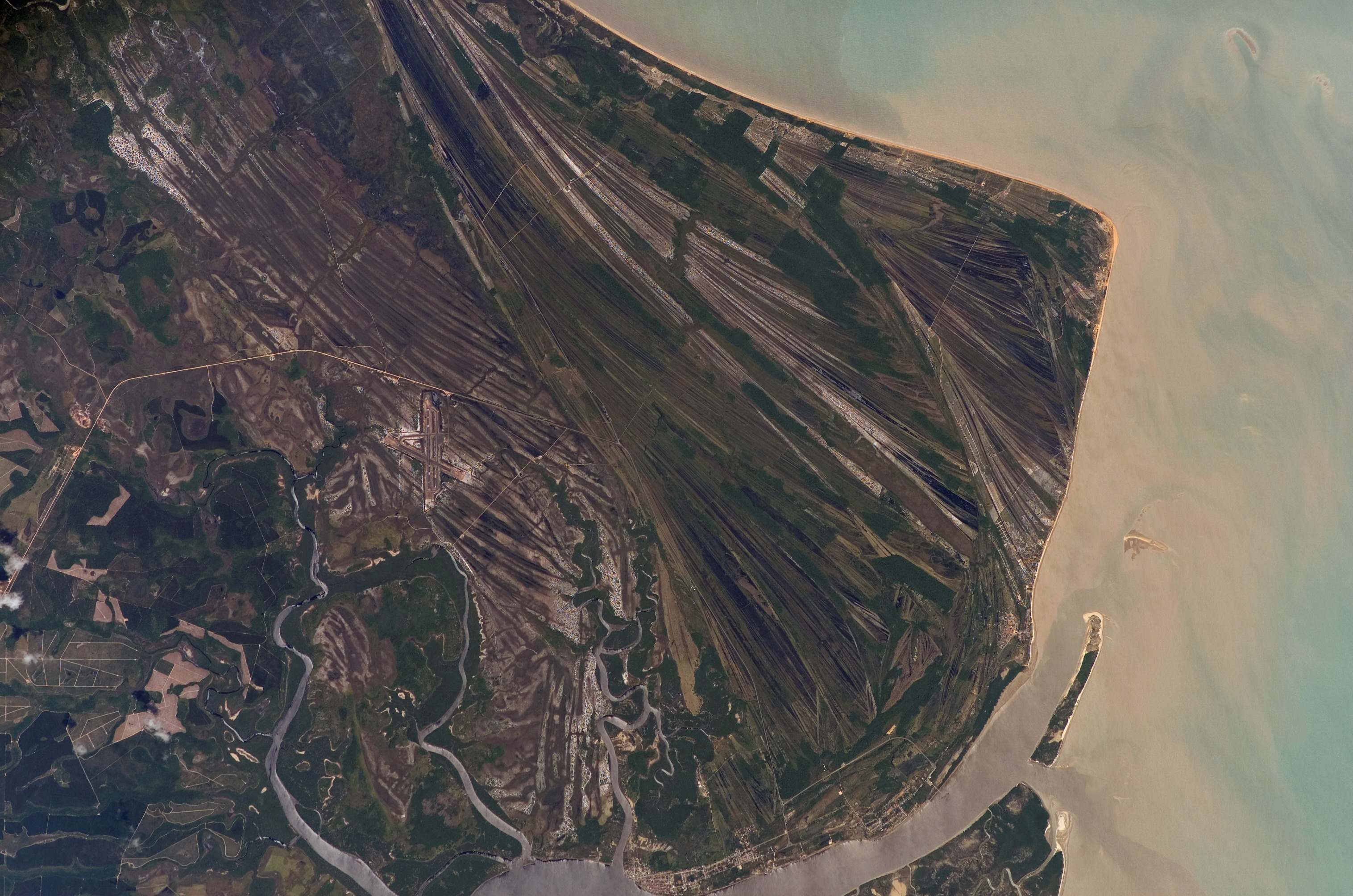
دشت کاراولاس، استان باهیا، برزیل.

دشت رشته‌ای در غرب هلند در سال ۱۰۰ پس از میلاد

دشت رشته‌ای یا دشت شیاری (به انگلیسی: Strand plain)، کمربند وسیعی از ماسه در امتداد یک خط کرانه با سطحی است که برجستگی‌های شنی موازی یا نیمه‌موازی مشخصی را نشان می‌دهد که توسط گریزاب کم‌عمق از هم جدا شده‌اند. تفاوت دشت رشته‌ای با جزیره دیواره‌ای این است که بدون کولاب‌ها یا باتلاق‌های کشندی است که جزیره دیواره‌ای را از خط کرانه که دشت رشته‌ای به‌طور مستقیم به آن متصل است جدا می‌کند. همچنین، کانال‌های کشندی و ورودی‌هایی که جزیره‌های دیواره‌ای را قطع می‌کنند، وجود ندارند. دشت‌های رشته‌ای معمولاً با پخش دوباره امواج و جریان‌های بلند ساحلی رسوبات درشت را در دو سوی دهانه رودخانه ایجاد می‌کنند؛ بنابراین، آنها بخشی از یک نوع دلتای تحت سلطه موج هستند.